# میکر (ویسکانسین)
میکر (به انگلیسی: Meeker) یک منطقهٔ مسکونی در ایالات متحده آمریکا است که در ویسکانسین واقع شده‌است.